# ونترتور ۴۳۶۶۹
سیارک ۴۳۶۶۹ (به انگلیسی: 43669 Winterthur، نامگذاری:2002GA10) چهل و سه هزار و ششصد و شصت و نهمین سیارک کشف شده‌است که در ۱۵ آوریل ۲۰۰۲ کشف شد.